# 大孤山站
大孤山站位于中国辽宁省丹东市下辖东港市孤山鎮境内，经过本站的铁路有丹大城际铁路，距丹东站86公里，大连北站207公里，为客货两用三等火车站。

## 历史
大孤山站于2015年12月17日随丹大快速铁路一起投入使用。

## 外部連結
- 中国铁路客户服务中心（页面存档备份，存于）